# Liga BVIFA 2021
La Liga BVIFA 2021 fue la edición número 11 del Campeonato de fútbol de las Islas Vírgenes Británicas.
La temporada comenzó el 14 de febrero de 2021, finalizó el 5 de septiembre del mismo año y contó con la participación de 10 equipos.

## Fase regular
| Pos. | Equipo              | Pts. | PJ | G | E | P | GF | GC | Dif. | Clasificación 2021       |
| ---- | ------------------- | ---- | -- | - | - | - | -- | -- | ---- | ------------------------ |
| 1    | Sugar Boys FC       | 22   | 9  | 7 | 1 | 1 | 17 | 7  | +10  | Clasificado al Super Six |
| 2    | Islanders FC        | 21   | 9  | 7 | 0 | 2 | 18 | 7  | +11  | Clasificado al Super Six |
| 3    | Wolues FC           | 19   | 9  | 6 | 1 | 2 | 23 | 11 | +12  | Clasificado al Super Six |
| 4    | Lion Heart FC       | 17   | 9  | 5 | 2 | 2 | 19 | 14 | +5   | Clasificado al Super Six |
| 5    | Virgin Gorda United | 11   | 9  | 3 | 2 | 4 | 11 | 15 | −4   | Clasificado al Super Six |
| 6    | Panthers FC         | 10   | 9  | 3 | 1 | 5 | 15 | 17 | −2   | Clasificado al Super Six |
| 7    | One Caribbean       | 10   | 9  | 2 | 4 | 3 | 10 | 12 | −2   |                          |
| 8    | Old Madrid FC       | 7    | 9  | 2 | 1 | 6 | 13 | 23 | −10  |                          |
| 9    | Rebels FC           | 5    | 9  | 1 | 2 | 6 | 11 | 20 | −9   |                          |
| 10   | One Love United FC  | 5    | 9  | 1 | 2 | 6 | 10 | 21 | −11  |                          |

Actualizado a los partidos jugados el 2 de mayo de 2021.
 Fuente: RSSSF

## Super Six
- Se disputó en sistema de todos contra todos en una sola vuelta entre los 6 mejores de la fase regular. Los empates van seguidos de una tanda de penales por un punto adicional.

| Pos. | Equipo              | Pts. | PJ | G | E | P | GF | GC | Dif. | Clasificación 2021     |
| ---- | ------------------- | ---- | -- | - | - | - | -- | -- | ---- | ---------------------- |
| 1    | Sugar Boys FC       | 12   | 5  | 4 | 0 | 1 | 13 | 4  | +9   | Clasificado a la Final |
| 2    | Lion Heart FC       | 12   | 5  | 4 | 0 | 1 | 11 | 8  | +3   | Clasificado a la Final |
| 3    | Virgin Gorda United | 6    | 4  | 1 | 1 | 2 | 4  | 6  | −2   |                        |
| 4    | Panthers FC         | 6    | 4  | 0 | 2 | 2 | 5  | 10 | −5   |                        |
| 5    | Wolues FC           | 3    | 5  | 1 | 1 | 3 | 6  | 8  | −2   |                        |
| 6    | Islanders FC        | 3    | 5  | 1 | 2 | 2 | 6  | 9  | −3   |                        |

Actualizado a los partidos jugados el 13 de junio de 2021.
 Fuente: RSSSF
Notas:
1. ↑  Se le ganó dos puntos adicionales.
2. ↑  Se le ganó dos puntos adicionales.
3. ↑  Se le descontó un punto.
4. ↑  Se le descontó dos puntos.

## Final
- Disputará entre los dos mejores de la Super Six en serie de mejor de 3 partidos.

| Fecha                   | Local         | Marcador         | Visita        |
| ----------------------- | ------------- | ---------------- | ------------- |
| 27 de junio de 2021     | Sugar Boys FC | 3-3 (5-4 pen.)   | Lion Heart FC |
| 5 de septiembre de 2021 | Lion Heart FC | 0-2              | Sugar Boys FC |
|                         | Sugar Boys FC | no fue necesario | Lion Heart FC |